# João Vieira
João Paulo Garcia Vieira, né le 20 février 1976 à Portimão, est un athlète portugais spécialiste de la marche athlétique, plus spécialement de l'épreuve des 20 km, évoluant dans le club du Sporting Clube de Portugal.

## Biographie
João Vieira a participé à l'épreuve de 20 km marche hommes des Jeux olympiques de 2004 à Athènes, où il a terminé 10e en 1 h 22 min 19 s.
Il a remporté deux médailles européennes sur 20 km au cours de sa carrière, une en bronze aux championnats d'Europe de 2006 à Goteborg en 1 h 20 min 09 s, et une en argent aux Championnats d'Europe de 2010 à Barcelone en 1 h 20 min 49. 
Classé dans un premier temps 4ème lors du 20 km des Championnats du monde 2013 à Moscou, il obtient finalement la médaille de bronze à la suite de la disqualification du Russe Aleksandr Ivanov arrivé en tête. Il termine 30e du 20 km lors des Championnats du monde par équipes 2016 à Rome en 1 h 22 min 39 s.
Son frère jumeau, Sérgio Vieira, est également marcheur.
36ème aux Mondiaux de Pékin et 31ème aux Jeux Olympiques de Rio à l'âge de 40 ans, il se tourne ensuite vers le 50 km marche. C'est sur cette distance qu'il signe le plus grand exploit de sa carrière, avec un titre de vice-champion du monde du 50 km marche décroché le 28 septembre 2019 à Doha en 4 h 04 min 59 s, à 39 secondes du Japonais Yusuke Suzuki. A l'âge de 43 ans, il devient ainsi le plus vieux médaillé de l'histoire des Mondiaux d'athlétisme.  

## Palmarès
| Année | Compétition                   | Lieu                   | Place | Épreuve | Temps           |
| ----- | ----------------------------- | ---------------------- | ----- | ------- | --------------- |
| 1998  | Championnats d'Europe         | Budapest, Hongrie      | 20e   | 20 km   |                 |
| 2000  | Championnats ibéro-américains | Rio de Janeiro, Brésil | 2e    | 20 km   |                 |
| 2002  | Coupe du monde de marche      | Turin, Italie          | 11e   | 20 km   |                 |
| 2002  | Championnats d'Europe         | Munich, Allemagne      | 12e   | 20 km   |                 |
| 2003  | Championnats du monde         | Paris, France          | 17e   | 20 km   |                 |
| 2004  | Coupe du monde de marche      | Naumburg, Allemagne    | 17e   | 20 km   |                 |
| 2004  | Jeux olympiques               | Athènes, Grèce         | 10e   | 20 km   | 1 h 22 min 19 s |
| 2005  | Championnats du monde         | Helsinki               | —     | 20 km   | DNF             |
| 2006  | Championnats d'Europe         | Göteborg, Suède        | 3e    | 20 km   | 1 h 20 min 09 s |
| 2007  | Championnats du monde         | Berlin                 | 25e   | 20 km   | 1 h 27 min 44 s |
| 2008  | Jeux olympiques               | Pékin                  | 32e   | 20 km   | 1 h 25 min 05 s |
| 2009  | Championnats du monde         | Berlin                 | 9e    | 20 km   | 1 h 21 min 43 s |
| 2010  | Championnats d'Europe         | Barcelone, Espagne     | 2e    | 20 km   | 1 h 20 min 49 s |
| 2011  | Championnats du monde         | Daegu                  | 11e   | 20 km   | 1 h 23 min 26 s |
| 2012  | Jeux olympiques               | Londres                | —     | 50 km   | DNF             |
| 2012  | Jeux olympiques               | Londres                | 11e   | 20 km   | 1 h 20 min 41 s |
| 2013  | Championnats du monde         | Moscou, Russie         | 3e    | 20 km   | 1 h 22 min 05 s |
| 2014  | Championnats d'Europe         | Zurich                 | —     | 20 km   | DNF             |
| 2015  | Championnats du monde         | Pékin                  | 36e   | 20 km   | 1 h 25 min 49 s |
| 2016  | Jeux olympiques               | Rio de Janeiro         | —     | 50 km   | DNF             |
| 2016  | Jeux olympiques               | Rio de Janeiro         | 31e   | 20 km   | 1 h 23 min 03 s |
| 2017  | Championnats du monde         | Londres                | 10e   | 50 km   | 3 h 45 min 28 s |
| 2018  | Championnats d'Europe         | Berlin                 | —     | 50 km   | DNF             |
| 2019  | Championnats du monde         | Doha                   | 2e    | 50 km   | 4 h 04 min 59 s |